# 赤々煉恋
『赤々煉恋』（せきせきれんれん）は、朱川湊人による日本のホラー小説の短編集。
本作の1編「アタシの、いちばん、ほしいもの」が『赤々煉恋』のタイトルで映画化され、2013年12月21日に公開された。

## 収録作品
- 死体写真師（『ミステリーズ!』vol.05〈2004年6月号〉）
- レイニー・エレーン（『ミステリーズ!』vol.06〈2004年8月号〉）
- アタシの、いちばん、ほしいもの（『ミステリーズ!』extra〈2004年11月号〉）
- 私はフランセス（『ミステリーズ!』vol.10, 11〈2005年4月号・6月号〉）
- いつか、静かの海に[1]（『ミステリーズ!』vol.13〈2005年10月号〉）

## 各話あらすじ

### 死体写真師
10年近く前に両親が交通事故で亡くなり、たった1人の肉親である妹の百合香も3年半の闘病の末に亡くなった。姉の早苗は、妹の死にただ悲しみを覚えるばかりで実感が湧かず、葬儀の手配もままならなかった。そんな早苗を見た恋人の晴紀は、死体の写真を撮る仕事があるという噂があることを思い出す。頬が痩せこけ、目の回りが黒ずみ、無理やり見せた笑顔が最後の写真ではあまりにも忍びないと早苗にすがられ、晴紀が探し当ててきたのが「空倉（くうくら）葬儀」という変わった名前の葬儀社だった。
会社に到着すると、肝心の写真を撮ってくれるカメラマンはまだ20歳そこそこの若いロシア人女性だった。硬直をほぐされ、百合香が好みそうなピンク色のウェディングドレスを着せられ、ヘアメイクを施された百合香は、生きている人間との違いが分からないほど美しく仕上がった。撮影が終わり、葬儀が執り行われ、いよいよ火葬の段になった途端に急激に悲しみがこみ上げてきた早苗だったが、葬儀社の人々らの温かい言葉に支えられ、葬儀を終える。それから1週間ほどが経ち、百合香の写真を収めたアルバムが届く。その出来映えに満足し見入っていると、百合香が入院していた病院の村浜看護師長が訪ねてくる。師長は言いにくそうにしながらも、百合香は本当に火葬されたのか、そこにあるのは本当に百合香の遺骨なのかと尋ね、15年前に自身が体験したある出来事について語り始める。15年前、別の病院に勤めていた時に警察官に見せられた身元不明の遺体の写真が、前年に亡くなった彼女の担当患者の女性といくつもの特徴が一致し、顔もそっくりで、その女性の葬儀を請け負ったのが空倉葬儀だったという。実は早苗は、百合香の遺骨に混ざっていた小さなネジに疑問を持っていた。師長にそれが骨折用のネジではないかと聞かされるが、百合香は骨折をしたことがなく、優しかった葬儀社の人たちを信じたい気持ちが一気に不安感へと変わっていった。
晴紀が見つけたホームページにもう一度アクセスしようとするが、ページ自体が見つからず、名刺には電話番号も載っていなかった。不安を払拭するために、もう一度会社を訪れた早苗は、出張中のはずの晴紀の車を駐車場に見つける。社員に拘束された早苗は、全裸で睦み合う男女の映像を見せられる。よくよく見れば、獣のごとく激しく腰を動かしているのは紛れもなく晴紀で、その下で犯されているぐったりとした女は、百合香の遺体だった。晴紀は、死体を愛好する倒錯者だったのだ。拘束され血を抜かれながら、自分も朽ちない死体人形にされ慰み者にされるのだろうかと絶望しながら、それでも自分もウェディングドレスを着せてほしいなどと考えながら、早苗の意識は遠のいていった。
百合香（ゆりか）
高校卒業間際に発病し、約3年半の闘病生活を経て、22歳で死去。
早苗（さなえ）
百合香の姉で、唯一の肉親。
晴紀（はるき）
早苗の恋人。商社マン。友人の見舞いに訪れた際に、間違えて百合香の病室に入ってしまったのが早苗との出会い。
八嶋 孝吉（やしま こうきち）
「空倉（くうくら）葬儀」社員。50代くらいの柔和な顔つきの男性。
浦井 秀子（うらい ひでこ）
「空倉葬儀」代表取締役。身長が140cmにも満たない、小柄だが品のある顔立ちの女性。ソーニャの通訳も務める。
ソーニャ・ミハイロゼスカヤ
「空倉葬儀」専属カメラマン。ロシア人。
村浜（むらはま）
百合香が入院していた病院の看護師長。

### レイニー・エレーン
公務員の佐原は、妻子がありながら、出会い系サイトで出会った複数の女たちと関係を持ち、ラブホテル街として有名なM山町で彼女たちと会っていた。その日は、埼玉県在住の主婦・ありすと2度目の逢瀬の日だった。待ちきれないかのような様子のありすに急かされるようにホテルへ入り、部屋で食事をしていると、ありすは5年前にM山町で起こった殺人事件について話し出す。被害者は一流企業のOLだったが、夜は「エレーン」と名乗り客を取っていた私娼だったという。
実は、その被害者は佐原の大学時代の同級生・瀬川理華だった。ありすとの睦み事を前に、理華のことを思い出していると、ありすに理華が乗り移ったように話しかけてくる。
佐原（さはら）
公務員。既婚者で、小学生の子供がいる。出会い系サイトを利用して、複数の女と肉体関係を持つ。
ありす
埼玉県在住の太めの体型の専業主婦。佐原の遊び相手の一人。
瀬川 理華（せがわ りか）
5年前の冬、M山町の路地で絞殺死体で発見された女性。佐原とは大学の語学クラスが同じだった。昼間は一流企業のOLとして働き、夜は「エレーン」の名で何人もの男と関係を持っていたと噂される。

### アタシの、いちばん、ほしいもの
引きこもり状態だった女子高生・樹里が家の近所のマンションの12階から飛び降り自殺をした。死んだ今もなお現世を浮遊している樹里は、自分が落ちた植え込みの中でぼんやりするのが好きだった。いつも側を通るオバサンが時々植え込みの方を見ている気がしたが、気のせいだと思っていた。そんな樹里には、「虫男」という奇妙な生き物が見えていた。「虫男」が肩に乗った男性が突然電車に飛び込んだのを見て、それが死と結びつく不吉な存在であることに気付くまで時間はかからなかった。
誰にも気付かれないままただ町をさ迷っていた樹里は、いつか自分の気配に気付き、言葉を交わすほど強い霊感の持ち主に出会えたら、一番ほしいものをくれるように頼みたいと思っていた。誰もが当たり前に持っていて、当たり前過ぎてその素晴らしさを忘れている、「笑顔」を。誰にも見えない樹里には、誰も笑顔を向けてくれない。間もなく、樹里は自分の姿が見える少女・リンゴちゃんと出会う。リンゴちゃんを1人で遊ばせ、買い物から戻ってきた母親を見て、樹里は驚く。彼女の肩や腰に虫男や虫女が張り付いていたのだ。夫に捨てられ、子育てにも疲れ果てていた母親は、娘を道連れに死のうとしていた。自ら命を断った樹里が他人の命乞いなど筋が違うとは思ったが、樹里は必死に神様にお願いをする。
樹里（じゅり）
通学路の途中にあるジョイフルマンションのA棟の12階の非常階段から投身自殺した女子高生。荼毘に付された後も意識が残っており、家や学校をうろついている。
虫男（むしおとこ）
樹里にだけ見える奇妙な生物。見た目はアメンボと人間を足し、手足を3倍くらいの長さに伸ばしたような姿形をしている。メスらしき虫女や子どもらしき小さな個体もいる。
リンゴ
樹里がマンション内の公園で出会った少女。リンゴのような頬をしていたため、「リンゴ」と樹里は呼ぶ。樹里の姿が見え、声も聞こえる。
本島 ミドリ（もとじま ミドリ）
樹里の同級生。

### 私はフランセス
少女Rには、幼い頃から盗癖があった。盗むものは他愛のないものばかりだったが、高校2年生の時に万引きしたことを脅され見知らぬ男にレイプされ妊娠してしまう。ある宗教団体に入っていたRの家族は、教義を理由に16歳のRを着の身着のままで家から追い出す。東京へ出たRが生きるために売春に手を染めるまで時間はかからなかった。売春組織に身を置き、警察の世話にもなりながら時は過ぎ、20歳になったRは別の売春組織で、性行為の間、腕を後ろで組んでいて欲しいという風変わりな客Mと知り合う。変わったリクエストだったが、慈しむような優しい手技に、荒んでいたRの心は癒され、いつしか客と売春婦という関係を越えた恋人同士になっていった。
大手コーヒーショップチェーンの経営者であるMは、Rに部屋と教育を与えたが、決して自分の部屋にだけは連れて行かなかった。自分以外にも関係のある女がいるのかと勘繰ってしまう、と不安な気持ちを正直に話すと、Mは意を決めたように秘密の部屋を見せてくれた。そこには、フランセス・オコナーという腕のない女性の特大パネルが飾られていた。Mは、腕のない女性しか愛せないアクロトモフィリアという嗜好の持ち主だった。RはMの部屋で暮らし始め、Mは変わらずRを愛したが、彼の心にはいつもフランセス・オコナーがおり、彼女以上の存在になれないことに嫉妬するRは知らず知らずの内に、再び盗癖が戻っていた。無意識に物を盗んでいたことに気付いたRは、自分の手がなければ盗まずにすんだと、発作的に包丁で掌を突き刺してしまう。Mの親友・D医師に診てもらい、Rの心のゆがみに気付いたD医師のアドバイスで、Mに「シノニム」という店のテーブル・ナイトに連れて行ってもらったRは、衝撃的な光景を目にする。そこは、Mと同じく、腕や脚のない女性しか愛せない愛好家が集う店で、脚のないマダムがパートナーに抱えられて美しく舞う姿にRも魅了されてしまう。そうして、D医師の手を借りて少しずつ腕を切断していったRは、Mの「フランセス」となり、生けるフランセスを手に入れたMの部屋からはパネルが撤去された。

### いつか、静かの海に
生まれてすぐに母親に捨てられ、暴力的な父親に虐待を受けながら育った沢村克也。生活のリズムが異なる父親とは、互いに顔を合わせるのを避けるように生活していた。ある日の夜、食べ物を買いに外出した克也は、公園のすべり台の上で奇妙な動きをする曾根という男性と出会う。食べ物にを買うには所持金が足らず、曾根が好意で食べ物を分けてくれることになる。曾根のアパートの玄関から、乳白色の肌をした不思議な雰囲気の女性が寝ているところが垣間見えた。
後日、克也がお礼に訪ねると、克也の興味を見抜いたように、女性のことを教えてくれる。女性は曾根の「お姫さま」で、月生まれの月星人だという。毎夜、月のレンズを使って集めた月の水をあげて少しずつ成長しているのだという。「お姫さま」にすっかり魅了された克也は次第に曾根の信頼を得ていく。無理な生活がたたった曾根は体を壊し、「お姫さま」の今後を克也に託す。克也はとりあえず「お姫さま」を自宅へ連れ帰るが、曾根から聞いた彼女の命を保つ「月の水」を集めるレンズの作り方に二の足を踏み、結局レンズを作る勇気が湧かないまま、小さくなっていく「お姫さま」を見守るのだった。

## 映画
2013年12月21日より公開。キャッチコピーは「アタシを殺したのは、アタシ… それから、アタシはひとりぼっち」。
特撮好きである原作者の朱川が『ウルトラマンメビウス』の脚本を3話手がけ、その内の2本の監督を小中和哉が担当したことがきっかけで、朱川の小説を読んだ小中がその作風に共感し、中でも特に心を揺さぶられたのが「アタシの、いちばん、ほしいもの」である。
主題歌を担当するPay money To my Painのボーカル・Kは2012年12月に急逝しており、本作の主題歌『Rain』はKが生前最後にレコーディングした曲である。

### ストーリー（映画）
「また私の退屈な一日が始まる」という少女・樹里は飛降り自殺をして肉体を持たない存在になってしまった。死んでからも家や学校、街を彷徨っている。マンションの屋上に上がると視線を感じる女性が一人だけいるが、誰からも見られない「透明な存在」になってしまった樹里は死んだ時こそ解放されたと思ったが、なぜ自分が死を選んでしまったかを考え続ける。好きな潤也にミドリから手紙を渡してと頼まれるが、友達でいようといわれたと返事をする。その日以来、樹里は引きこもり、「私、変わった？」と母親に尋ねる。
樹里は生前には見えなかった不気味な怪物を目撃するようになっていた。彼女が「虫男」と呼ぶそれは、心が弱った人間に取り憑き、自殺するように誘導する死神のような怪物で、見えるのは自分に対する罰、いやこの世に残っていること自体が罰ではないかと考える。母親は肉親を自殺で失った人の「分かち合いの会」に参加して「自殺は殺人です」「あの子を信じていたのに」というのに反発。しかし、「アタシの、いちばん、ほしいもの、それは私に向けてくれる笑顔」だと分かるようになる。樹里が見えるリンゴちゃんと公園で遊んで笑顔をくれた神様に感謝する。迎えにきた母親には2匹の虫男。心中を阻止しようとするが、聞こえず触れられず。視線を送っていた女性に助けを呼ぶ。その女性は子持ちになったミドリで、潤也にはあの時、手紙を渡さなかったことが分かる。リンゴちゃんの手を掴もうとするが、すり抜ける。家では母親が一人で樹里の誕生日を祝っていて、樹里の声が届いたように「ママを許して、ママは樹里ちゃんがいなくてとっても淋しいの」と嘆く。翌朝、ミドリがマンションを見上げて「あの頃、楽しかったよね」とつぶやく。

### キャスト
- 樹里 - 土屋太鳳（小学1年：平瀬麻衣）
- ミドリ - 清水富美加（現在のミドリ：吉田羊）
- 潤也 - 吉沢亮（小学1年：神田怜音）
- りんご - 西野瑠菜
- 祥子（りんごの母） - 有森也実
- 虫男 - 大杉漣（声）
- 保子（樹里の母） - 秋本奈緒美
- 剛士（樹里の父） - 潟山セイキ
- 寺田（駅前広場の男） - 里見要次郎
- 笹平（橋の下の男） - 小山田将
- 田口先生 - 國元なつき
- 宮崎先生 - 宮崎靖久
- 亮太 - 鈴木貴之
- 友香 - 彩夢
- ユリ - 普天間みさき
- カズコ - 梶谷桃子
- ミカ - 采女ななみ
- ミドリの子供 - 手塚涼大

分かち合いの会
- 阿部恍沙穂
- 阿部能丸
- 隈元ますみ
- 平山憲司
- 小河原真稲
- 板野一郎
- 石田信之（友情出演）
- 堀内正美（友情出演）

### エピソード
- 虫男のデザインは板野一郎。声を演じる大杉漣の顔を意識してデザインされた[要出典]。
- 学校シーンはプロデューサーの関顕嗣の母校・聖学院高校で撮影された。エキストラで現役の高校生も参加している。授業シーンで先生役で出演したのは、関の高校時代の担任だった先生である[要出典]。
- 自殺者遺族の分かち合いの会のシーンで世話人役を演じた俳優・堀内正美は、実際に様々な社会的活動を行っている。監修のNPO法人グリーフケア・サポートプラザの理事長から実際の分かち合いの会の進行の様子を聞き、演技に反映させた[要出典]。

### スタッフ
- 監督 - 小中和哉
- 原作 - 朱川湊人 「アタシの、いちばん、ほしいもの」
- 脚本 - 山野井彩心、小中和哉
- CGIモーション監督 - 板野一郎
- 主題歌 - Pay money To my Pain 『Rain』
- 挿入歌 - Pay money To my Pain 『Home』
- 音楽 - T$UYO$HI（Pay money To my Painのベーシスト）
- 撮影 - 藍河兼一
- 照明 - 岩崎豊
- 録音 - 臼井勝
- 美術 - 櫻井陽一
- 衣装 - 照井真純
- 編集 - 藤田真一
- VFXアートディレクター - 木村俊幸
- イメージイラスト - 美樹本晴彦
- メイキングディレクター‐上本聡
- 製作者 - 嶋田豪、岡本東郎、梅村昭夫
- プロデューサー - 関顕嗣、行実良、斎藤正明、山田爵史、神原佳史
- 制作・配給 - アイエス・フィールド
- 製作：「赤々煉恋」製作委員会(アイエス・フィールド、バップ、田村学、月成大地、株式会社クレイ)
- 共同製作：「赤々煉恋」パートナーズ(日本エフェクトセンター、Bear Brothers Ltd、一般社団法人不登校支援センター、一般社団法人社会適応支援協会、東京創元社)